# كوغانه (طوكيو)

شعار مدينة كوغانه

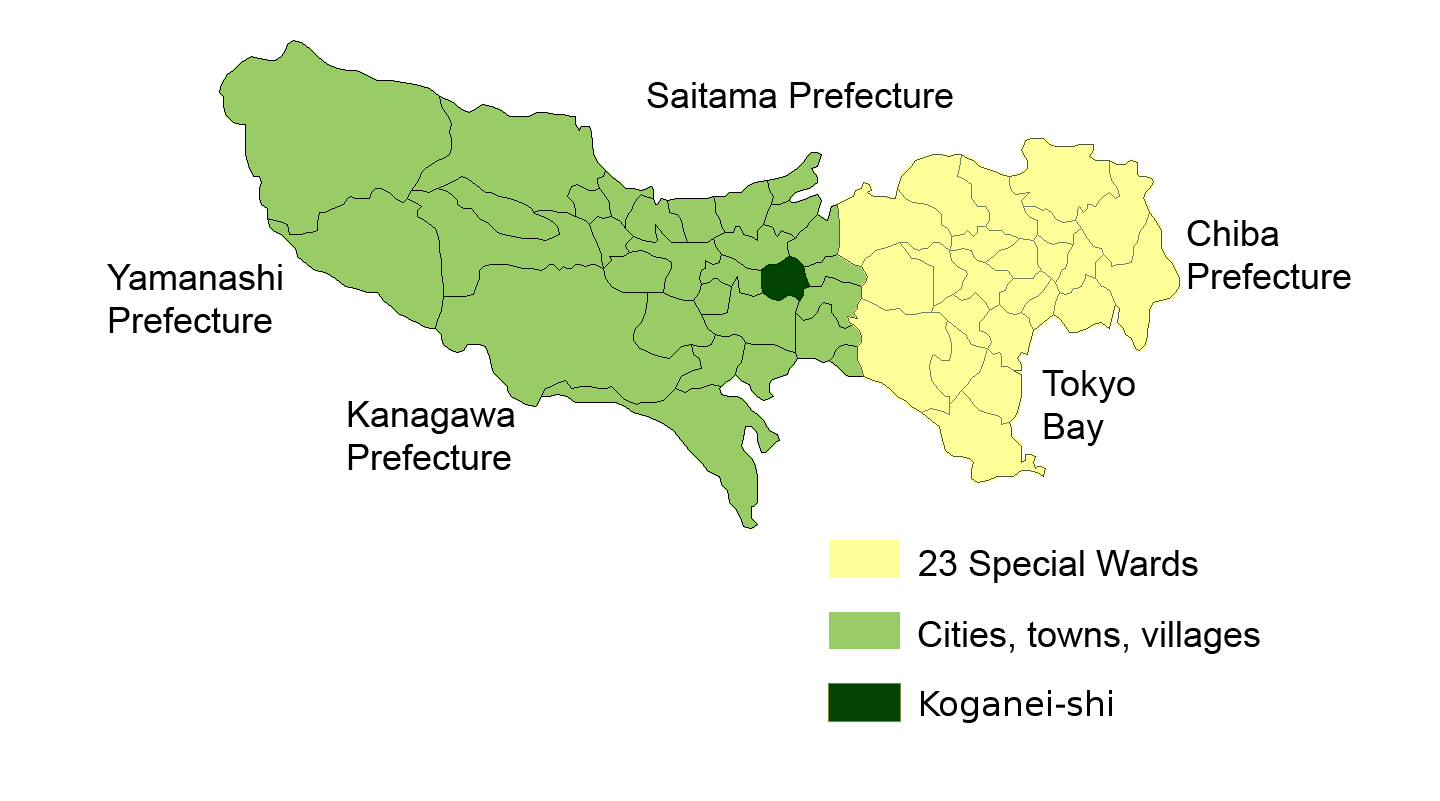
موقع مدينة كوغانه ضمن محافظة طوكيو

مدينة كوغانه  (باليابانية: 小金井市 كوغانه-شي) هي مدينة تقع في محافظة طوكيو، اليابان.
في عام 2008، وصل التعداد السكاني للمدينة إلى 113,355 نسمة والكثافة السكانية 10,003.09 نسمة في الكيلومتر مربع، والمساحة الإجمالية 11.33 كم مربع. تم تأسيس المدينة في الأول من أكتوبر 1958. يمتلك إستديو جيبلي الشهير مركزه الرئيسي قرب محطة هيغاشي-كوغانيه.

## أعلام
- ميهو ناكاياما

## وصلات خارجية
- موقع مدينة كوغانه باللغة اليابانية